# Distretto di Čėrven'
Il distretto di Čėrven' (in bielorusso Чэрвеньскі раён?, Čėrven'ski Raën; in russo Червенский район?, Červenskij rajon) è un distretto (raën) della Bielorussia appartenente alla regione di Minsk.